# Kalanchoe sexangularis
Kalanchoe sexangularis ist eine Pflanzenart der Gattung Kalanchoe in der Familie der Dickblattgewächse (Crassulaceae).

## Beschreibung

### Vegetative Merkmale
Kalanchoe sexangularis ist eine kaum sukkulente, ausdauernde, vollständig kahle Pflanze, die Wuchshöhen von 20 bis 100 Zentimeter erreicht. Ihre einzelnen oder wenigen, einfachen, aufrechten, stielrunden, rötlichen Triebe sind etwas zwei- bis sechskantig und entspringen einer verholzten Basis. Die fleischigen Laubblätter sind mehr oder weniger deutlich gestielt. Der rinnige Blattstiel ist 4 bis 45 Millimeter lang. An unteren Blättern ist er nicht stängelumfassend, an oberen hingegen deutlich stängelumfassend. Die breit elliptische, längliche oder eiförmige, grüne bis tief rubinrote Blattspreite ist 5 bis 13 Zentimeter lang und 3 bis 8 Zentimeter breit. Ihre Spitze ist gerundet oder stumpf. Die Basis der unteren Blätter ist herzförmig, die der oberen keilförmig. Der Blattrand ist grob gekerbt oder gewellt-gekerbt oder mit ein bis vier stumpf gezähnten Lappen.

### Generative Merkmale
Der lockere Blütenstand besteht aus flachgipfeligen Rispen von bis zu 30 Zentimeter Länge. Die aufrechten, grüngelben bis leuchtend gelben Blüten stehen an 2 bis 7 Millimeter langen Blütenstielen. Ihre grüne Kelchröhre ist 0,5 bis 2 Millimeter lang. Die dreieckigen, zugespitzten Kelchzipfel sind 1,5 bis 2,2 Millimeter lang und etwa 1,2 Millimeter breit. Die blassrosafarbene, vierkantig-zylindrische bis fast pyramidale Kronröhre ist in der unteren Hälfte vergrößert und 8 bis 13 Millimeter lang. Ihre lachsfarbenen, breit eiförmigen bis fast kreisrunden Kronzipfel sind an ihrer Spitze verschmälert oder gerundet und weisen eine Länge von 2 bis 4 Millimeter auf und sind 1,5 bis 3 Millimeter breit. Die Staubblätter sind zur Spitze der Kronröhre angeheftet. Obere Staubblätter ragen aus der Blüte heraus. Die fast kreisrunden Staubbeutel sind 0,4 bis 1 Millimeter lang. Die linealisch-lanzettlichen, zugespitzten Nektarschüppchen weisen eine Länge von 1,6 bis 4 Millimeter auf. Das Fruchtblatt weist eine Länge von 6,5 bis 10 Millimeter auf. Der Griffel ist 1,7 bis 4 Millimeter lang. 
Die Samen erreichen eine Länge von 1 bis 1,3 Millimeter.

## Systematik und Verbreitung
Kalanchoe sexangularis ist in Simbabwe, Mosambik und Südafrika auf felsigen Hängen im Schatten oder Halbschatten von Bäumen oder Sträuchern in Buschland verbreitet.
Die Erstbeschreibung durch Nicholas Edward Brown wurde 1913 veröffentlicht.

## Nachweise